# جیم بورلی
جیم بورلی (انگلیسی: Jim Burleigh; ۲۴ فوریهٔ ۱۸۶۹ – 1917) بازیکن فوتبال اهل پادشاهی متحد بریتانیای کبیر و ایرلند بود.
از باشگاه‌هایی که در آن بازی کرده‌است می‌توان به باشگاه فوتبال ولورهمپتون واندررز اشاره کرد.